# Segment de cerc

Un segment de cerc (zona verde) este cuprins între un arc de cerc și coarda (cu linie punctată) care îl subîntinde

În geometrie un segment de cerc (simbol: ⌓) este o zonă dintr-un disc „decupată” de restul discului de o coardă. Mai formal, un segment de cerc este o regiune plană bidimensională mărginită de un arc de cerc (convențional, un arc de cerc mai mic ca un semicerc) și de coarda ce trece prin punctele de la capetele arcului.

## Formule
Fie R raza arcului care face parte din perimetrul segmentului, θ unghiul la centru care subîntinde arcul, în radiani, c lungimea coardei, s lungimea arcului, h săgeata (înălțimea) segmentului și a aria segmentului.
De obicei se dau lungimile coardei și a săgeții și, uneori, lungimea arcului ca parte a perimetrului cercului, iar necunoscutele sunt aria și, uneori, lungimea arcului. Acestea nu pot fi calculate simplu din lungimile coardei și a săgeții, ci de obicei trebuie calculate înainte două mărimi intermediare: raza și unghiul la centru.

### Raza și unghiul la centru
Raza este:
{\displaystyle R={\frac {h}{2}}+{\frac {c^{2}}{8h}}}
Unghiul la centru este:
{\displaystyle \theta =2\arcsin {\frac {c}{2R}}}

### Lungimile coardei și a săgeții
Invers, lungimile coardei și a săgeții pot fi calculate din rază și unghiul la centru.
Lungimea coardei este
{\displaystyle c=2R\sin {\frac {\theta }{2}}=R{\sqrt {2(1-\cos \theta )}}}
Lungimea săgeții este
{\displaystyle h=R(1-\cos {\frac {\theta }{2}})=R\left(1-{\sqrt {\frac {1+\cos \theta }{2}}}\right)}

### Lungimea arcului și aria
Lungimea arcului este
{\displaystyle s={\theta }R}
Aria {\displaystyle a} a segmentului de cerc este diferența dintre aria sectorului de cerc cu același arc și aria triunghiului format din coarda segmentului și cele două raze care trec prin punctele de la capetele arcului:
{\displaystyle a={\frac {R^{2}}{2}}\left(\theta -\sin \theta \right)}
sau, în funcție de R și h:
{\displaystyle a=R^{2}\arccos \left(1-{\frac {h}{R}}\right)-\left(R-h\right){\sqrt {R^{2}-\left(R-h\right)^{2}}}}
Din păcate, {\displaystyle a} este o funcție transcendentă de c și h, astfel că nu există o expresie algebrică în funcție de acestea. Dar se poate afirma că, pe măsură ce unghiul la centru se micșorează (sau alternativ, raza se mărește), aria {\displaystyle a} se apropie rapid și asimptotic de {\displaystyle {\tfrac {2}{3}}c\cdot h}. Dacă {\displaystyle \theta \ll 1,a={\tfrac {2}{3}}c\cdot h} este o foarte bună aproximație.
Când unghiul la centru se apropie de π, aria segmentului converge spre aria unui semicerc, {\displaystyle {\tfrac {\pi R^{2}}{2}}}, ca urmare o bună aproximație este diferența față de aria semicercului: 
{\displaystyle a\approx {\frac {\pi R^{2}}{2}}-(R+{\frac {c}{2}})(R-h)}   pentru   h > 0,75R

### Alte relații
Perimetrul p este lungimea arcului plus a coardei:
{\displaystyle p=c+s=c+\theta R}
Aria segmentului raportată la aria discului, {\displaystyle A=\pi R^{2}}, este:
{\displaystyle {\frac {a}{A}}={\frac {\theta -\sin \theta }{2\pi }}}

## Aplicații
Formula ariei poate fi utilizată la calcularea volumului unui rezervor cilindric parțial umplut așezat orizontal.
În proiectarea ferestrelor sau ușilor cu partea de sus rotunjită, c și h pot fi singurele valori cunoscute și pot fi utilizate pentru a calcula R pentru reglarea compasului desenatorului.
Se pot reconstrui dimensiunile complete ale unui obiect rotund măsurând lungimile arcului și a coardei unui fragment circular.
Se poate determina poziția centrului unei forme circulare, util în special la prelucrări mecanice.
Pentru calculul ariei și centrului unei forme circulare din care sunt accesibile doar segmente.